# Егейська культура
Еге́йська культу́ра, також Кри́то-міке́нська культу́ра — загальна назва цивілізацій бронзової доби у 3000 — 1000 рокахдо н. е. на островах Егейського моря, Криті, у материковій Греції та Малій Азії (насамперед Анатолія).

## Розкопки
Перші центри відкриті розкопками німецького підприємця та археолога Генріха Шлімана у Мікенах у 1876 і британського археолога Артура Еванса на Криті з 1899. З 19 століття досліджено кілька сотень пам'ятників: могильники, поселення, великі міста типу Поліохні на острові Лемнос із кам'яною стіною висотою 5 м, Філакопи на острові Мілос, царські резиденції — Троя, палаци Криту (Кнос, Маллія, Фест), акрополь у Мікенах.
Міста цієї доби звичайно були укріплені стінами із вежами та бастіонами, із суспільними будинками й храмами з'явилися в західній Анатолії в 3000-2000 до н. е. Укріплені поселення в материковій Греції — наприкінці 2300—2000 до н. е., на Криті фортеці невідомі.

## Поділ культури
Виділяється кілька локальних археологічних культур, що узагальнено об'єднують у поняття Егейської цивілізації:
- солунська культура
- македонська культура
- західноанатолійська цивілізація
- елладська цивілізація
- кікладська цивілізація
- мінойська цивілізація

Хронологічно ці культури прийнято ділити на три основні періоди: ранній, середній і пізній, а кожний період — на 3 субперіода (І, ІІ, ІІІ): наприклад, ранньомінойский І, середньосолунський ІІІ і так далі.

## Розвиток міст

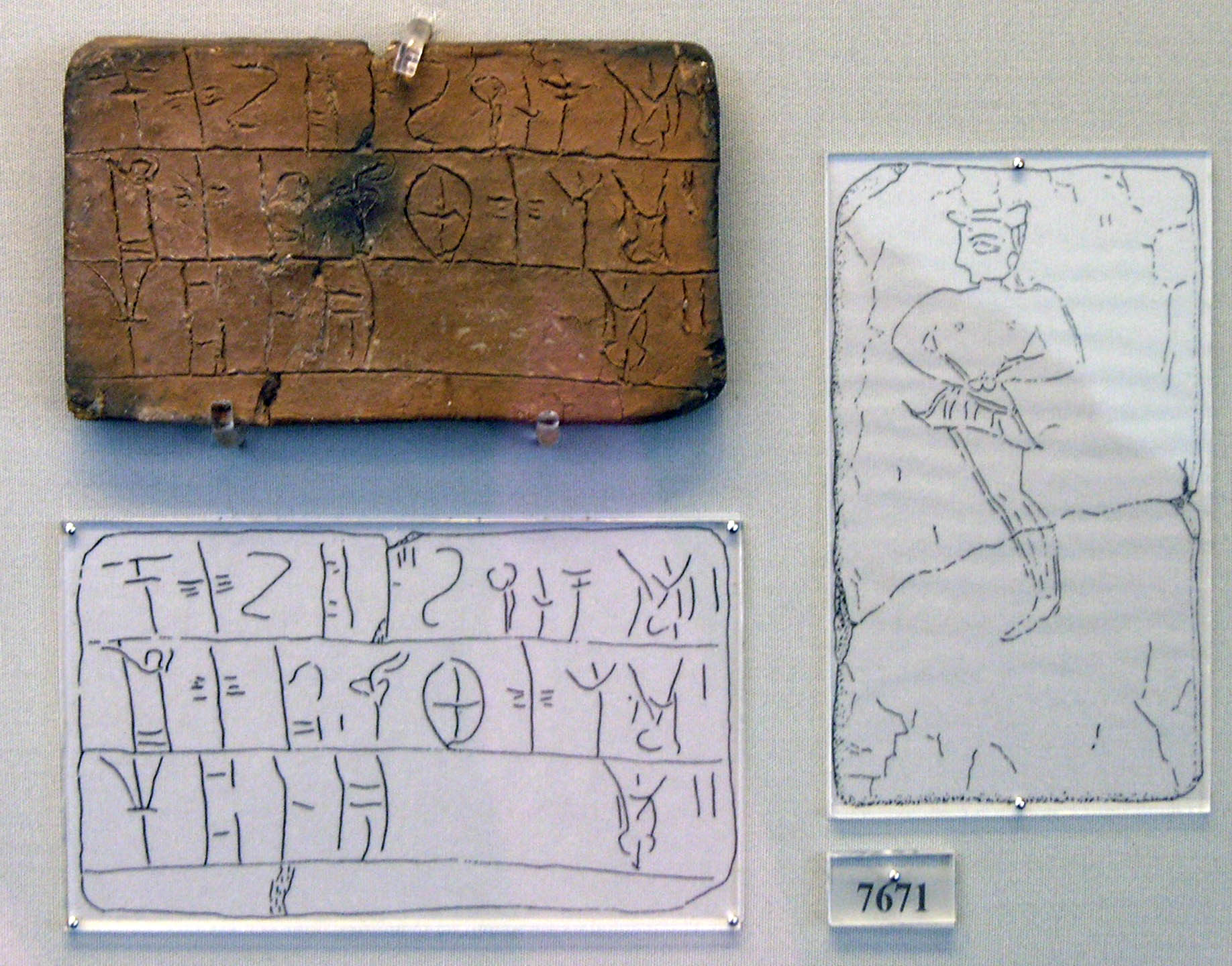
Приклад лінійного письма Б

Розвиток егейської культури проходив нерівномірно, її центри переживали епохи занепаду й розквіту у різний час. Процес формування егейської цивілізації був складним й тривалим:
- культури західної Анатолії й Середньої Греції виникли на основі місцевого неоліту,
- на островах східної частини Егейського моря переважав вплив культури Трої;
- західноанатолійський вплив був сильним і на інших островах.

Близько 2300 до н. е. Пелопоннес і північно-західна Анатолія зазнали ворожої навали, про що свідчать сліди пожеж і руйнування у поселеннях. Під впливом прибульців (можливо, індоєвропейського походження) до 2000—1800 рр. до н. е. змінилася матеріальна культура материкової Греції, Трої та деяких островів. На Криті, не порушеному навалою, продовжувала розвиватися мінойська культура.
На початку в 2000—1800 до н. е. з'явилася ієрогліфічна писемність, з 1600 до н. е. — лінійне письмо А. Середина бронзової доби (2000—1500 рр. до н. е.) — період найбільшої консолідації егейської цивілізації, про що свідчить певна єдність матеріальної культури: кераміки, металевих виробів та іншого.
Близько 1600 до н. е. вторгнення в материкову Грецію нових племен (можливо, ахейців), воїни яких використовували бойові колісниці, поклало початок виникненню невеликих держав мікенського періоду навколо інших центрів — Мікен, Тиринфа, Орхомена. Близько 1470 до н. е. деякі центри егейської культури (особливо на острові Крит) постраждали від виверження вулкана Санторін. На Криті з'явилося ахейське (мікенське) населення, що принесло нову культуру та лінійне письмо Б. З 1220 р. до н. е егейська культура переживає глибоку внутрішню кризу, що супроводжується навалою дорійців і «народів моря» і призводить цивілізацію до загибелі.

## Мистецтво Егейської культури
Егейське мистецтво характеризується переходом провідної ролі в його розвитку від однієї області Егейського світу до іншого, додаванням місцевих стилів, взаємозв'язками з мистецтвом Давнього Єгипту, Сирії, Фінікії. У порівнянні із художніми культурами Стародавнього Сходу Егейське мистецтво відрізняється більш світським характером.

### Кікладське мистецтво
Серед пам'ятників 3000-2000 рр. до н. е. виділяється поховальна пластика Кіклад, «кикладські ідоли» — мармурові статуетки або голови (фрагменти статуй) геометризованих, лаконічних, монументальних форм із чітко вираженою архітектонікою («скрипкоподібні» фігури, оголені жіночі статуетки).

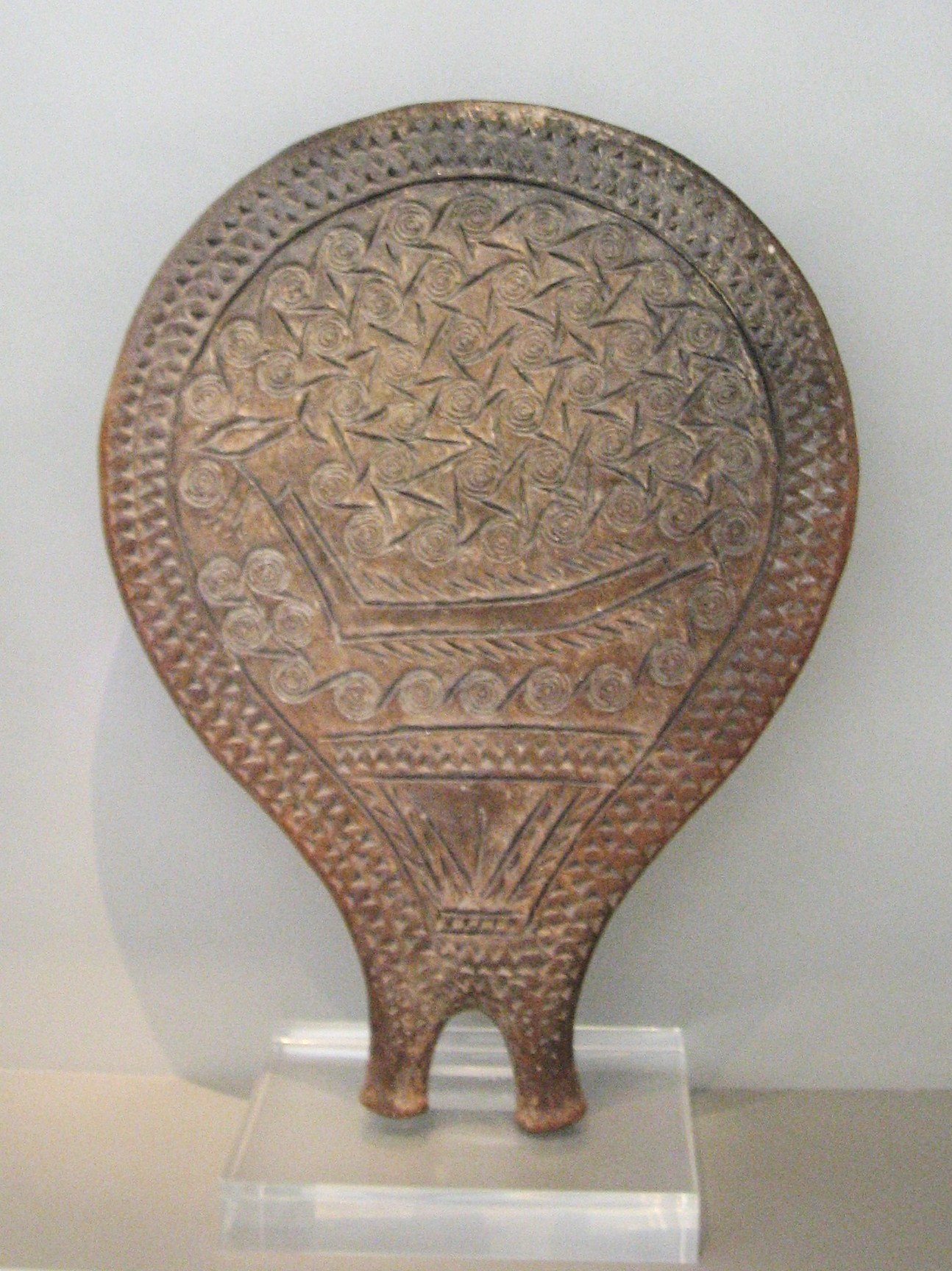
Так звана «Літаюча сковорідка» із зображенням корабля, Національний археологічний музей Афін
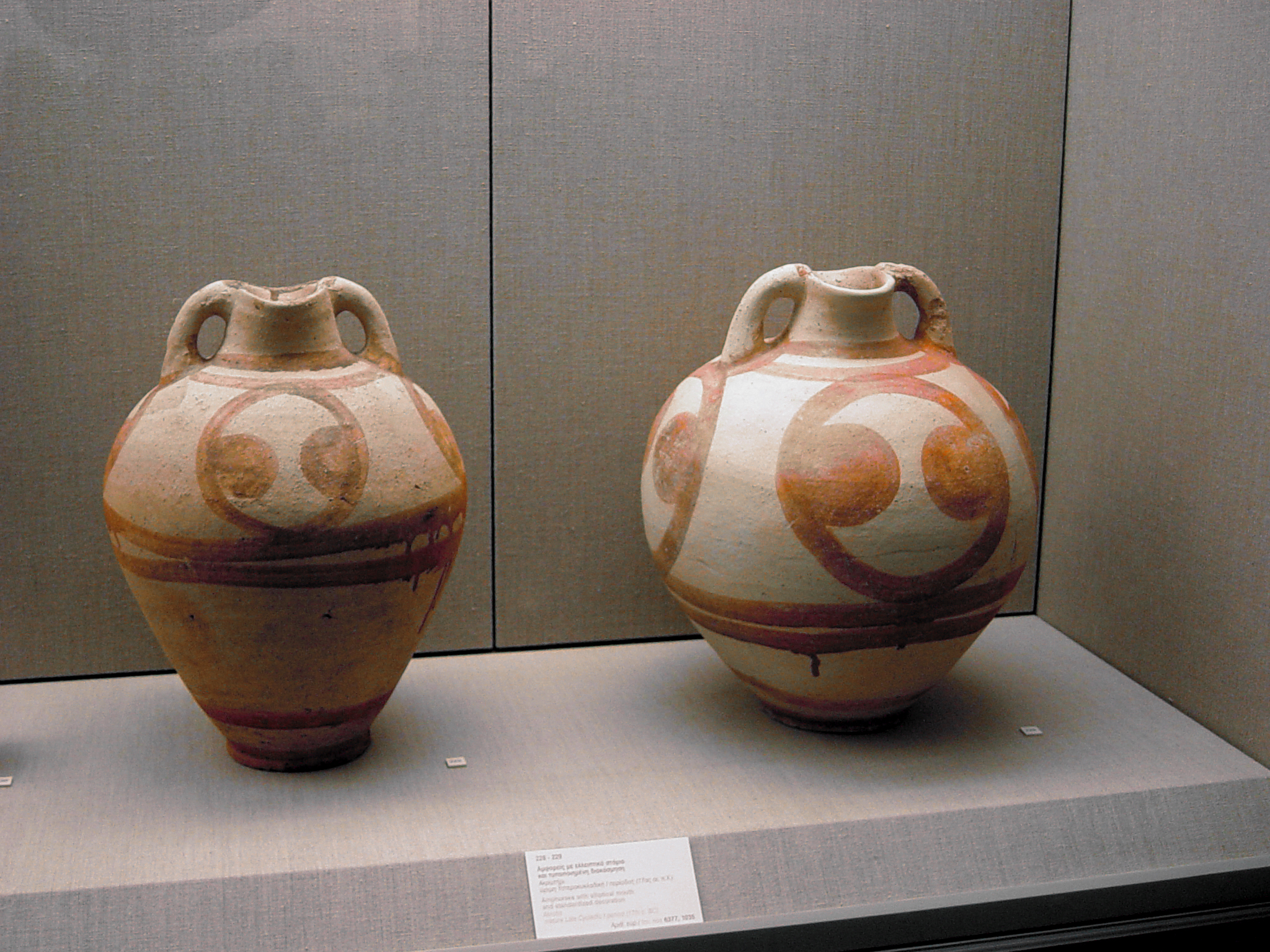
Кікладська кераміка з Акротирі, Санторіні
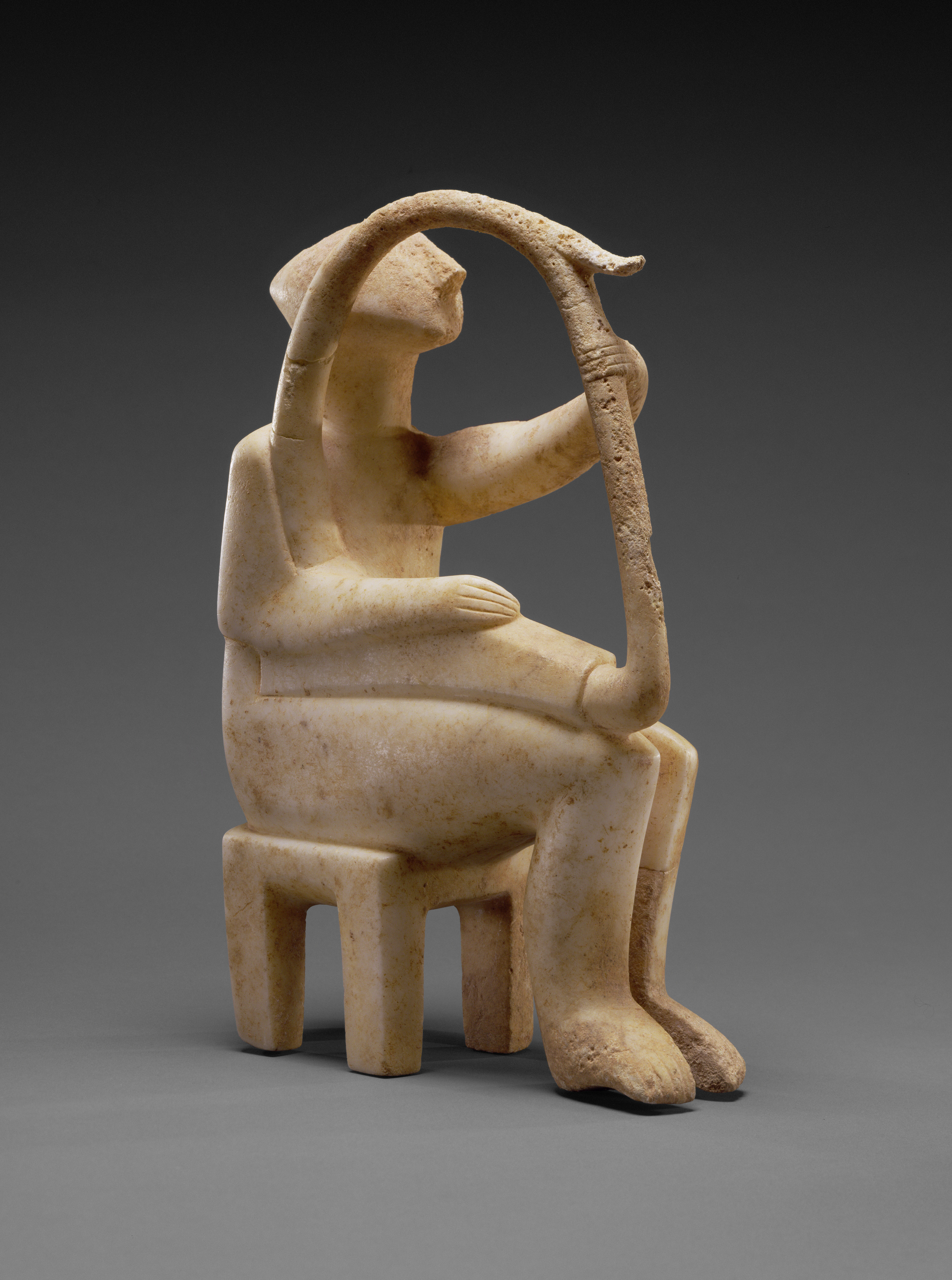
Кіфарист - кікладський ідол. Мармур. Близько 2000 до н. е. Вілла Гетті
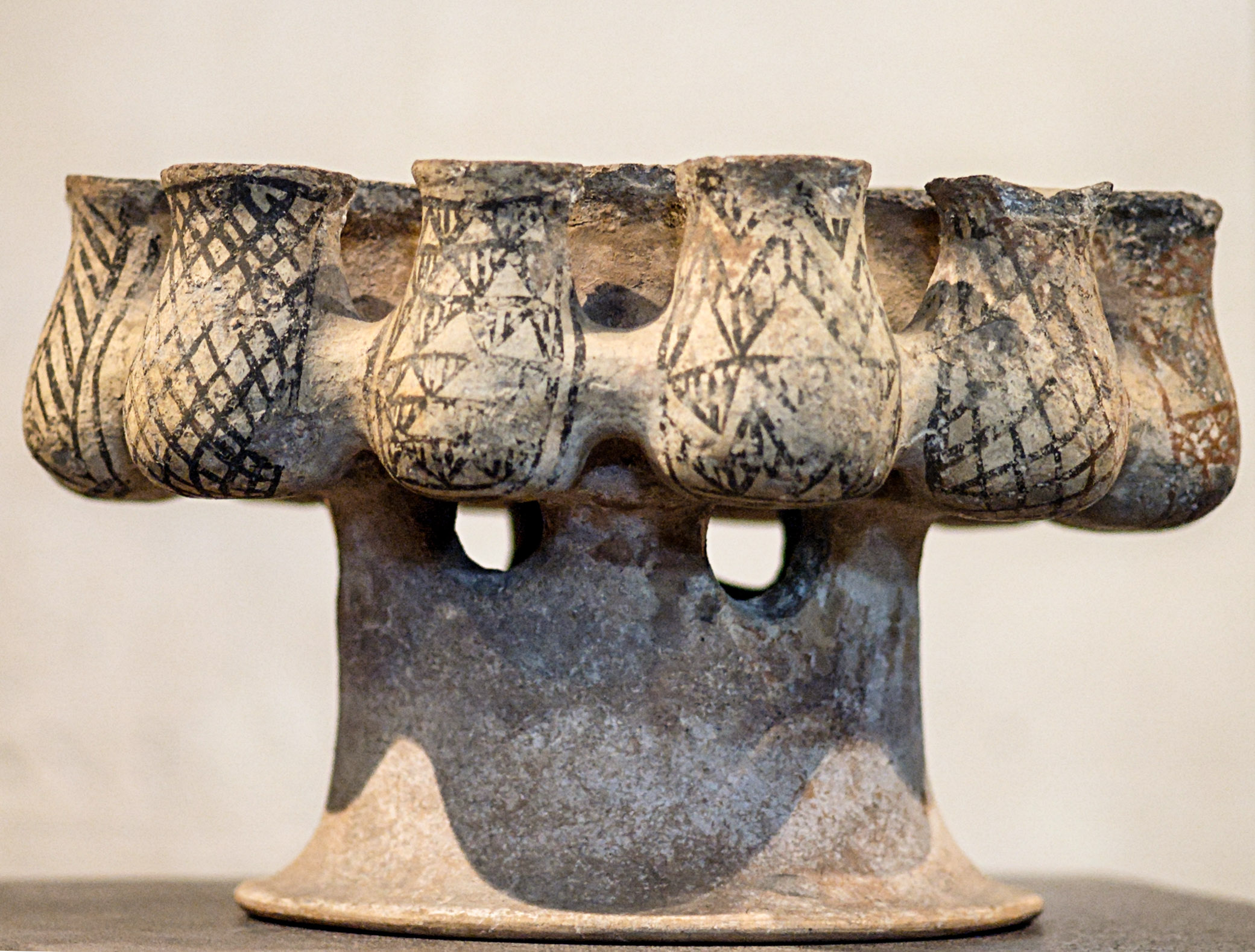
Кернос із поховання на острові Мелос, нині в Луврі

### Критське мистецтво
Приблизно з 2300 — 2200 до н. е. провідним центром художньої культури став Крит (розквіт в 2000 — 1500 роках до н. е.). Мистецтво Криту поширило вплив на Кіклади й материкову Грецію. Найвищі досягнення критських зодчих — палаци (відкриті в Кносі, Фесті, Маллії, Като-Закро), у яких сполучення великих горизонтальних площин (двори) і комплексів 2 — 3-поверхових приміщень, світлових колодязів, пандусів, сходів створює ефект мальовничого перетікания простору, емоційно багатий, насичений нескінченною мінливістю вражень художній образ.
На Криті був створений своєрідний тип колони, що розширюється догори. В образотворчому й декоративно-прикладному мистецтві Криту орнаментально-декоративний стиль (2000 — 1700 років до н. е., що досяг досконалості у вазописі камарес) змінюється в 1700 — 1500 роках до н. е. більш конкретною і безпосередньою передачею образів рослинного й тваринного світу й людини (фрески палацу в Кносі, вази із зображенням морських істот, виконання дрібної пластики, торевтики, гліптики). До 1400 року до н. е.(приблизно, у зв'язку із завоюванням ахейцями) наростають умовність, стилізація (фрески «тронного залу» і розфарбований рельєф зі стукко «цар-жрець» з палацу в Кносі, вазопис «палацового стилю»).

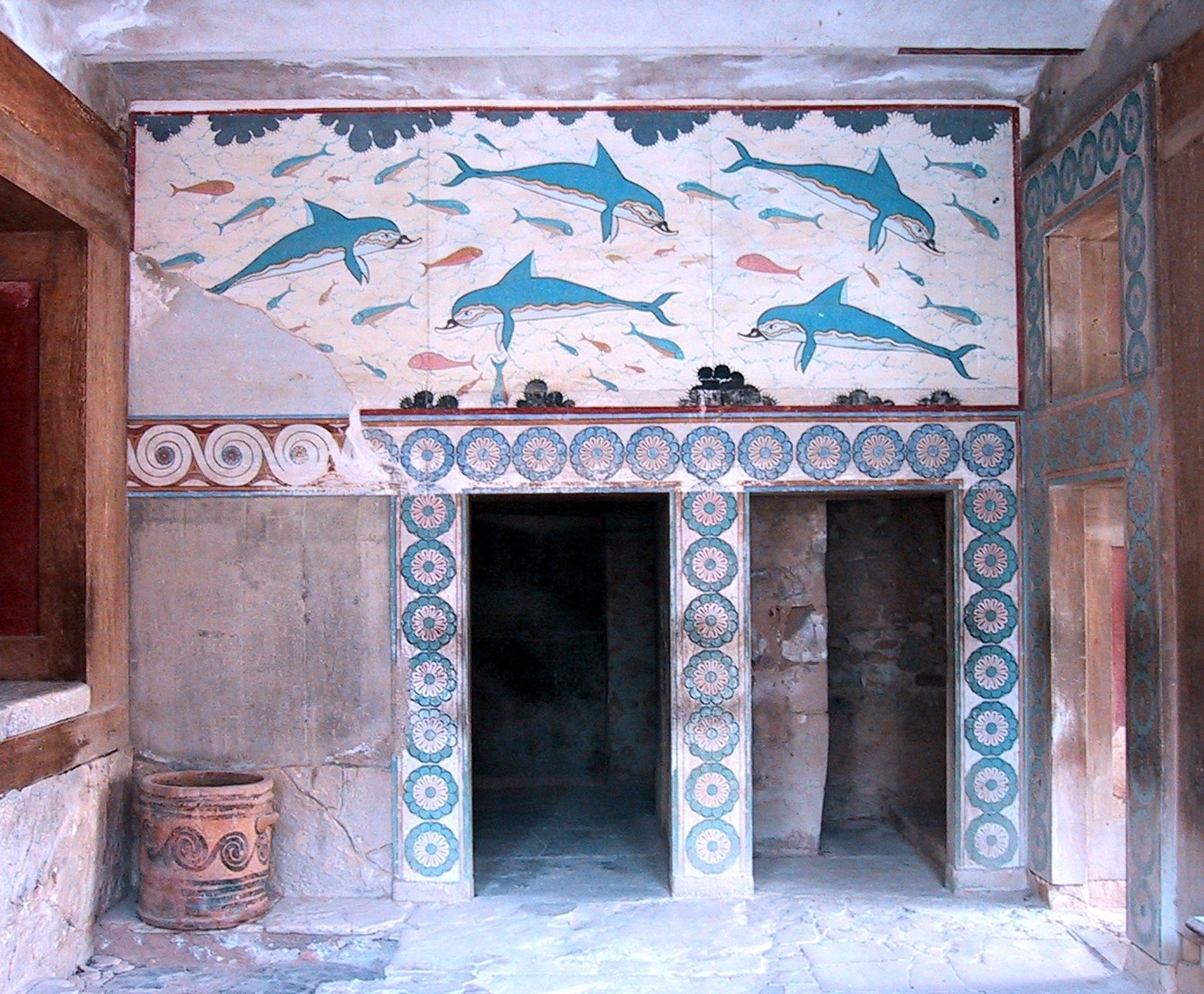
«Дельфіни з Акротирі»
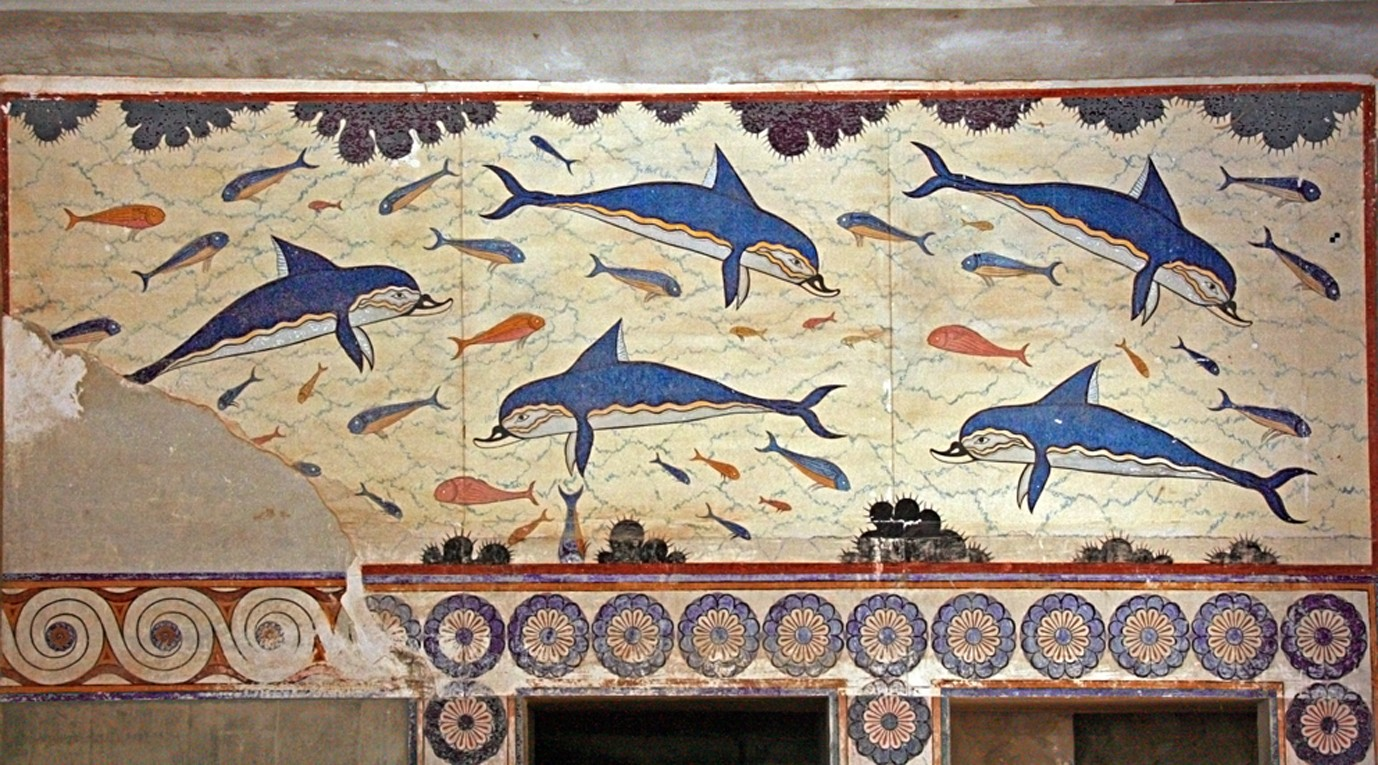
Кносські дельфіни
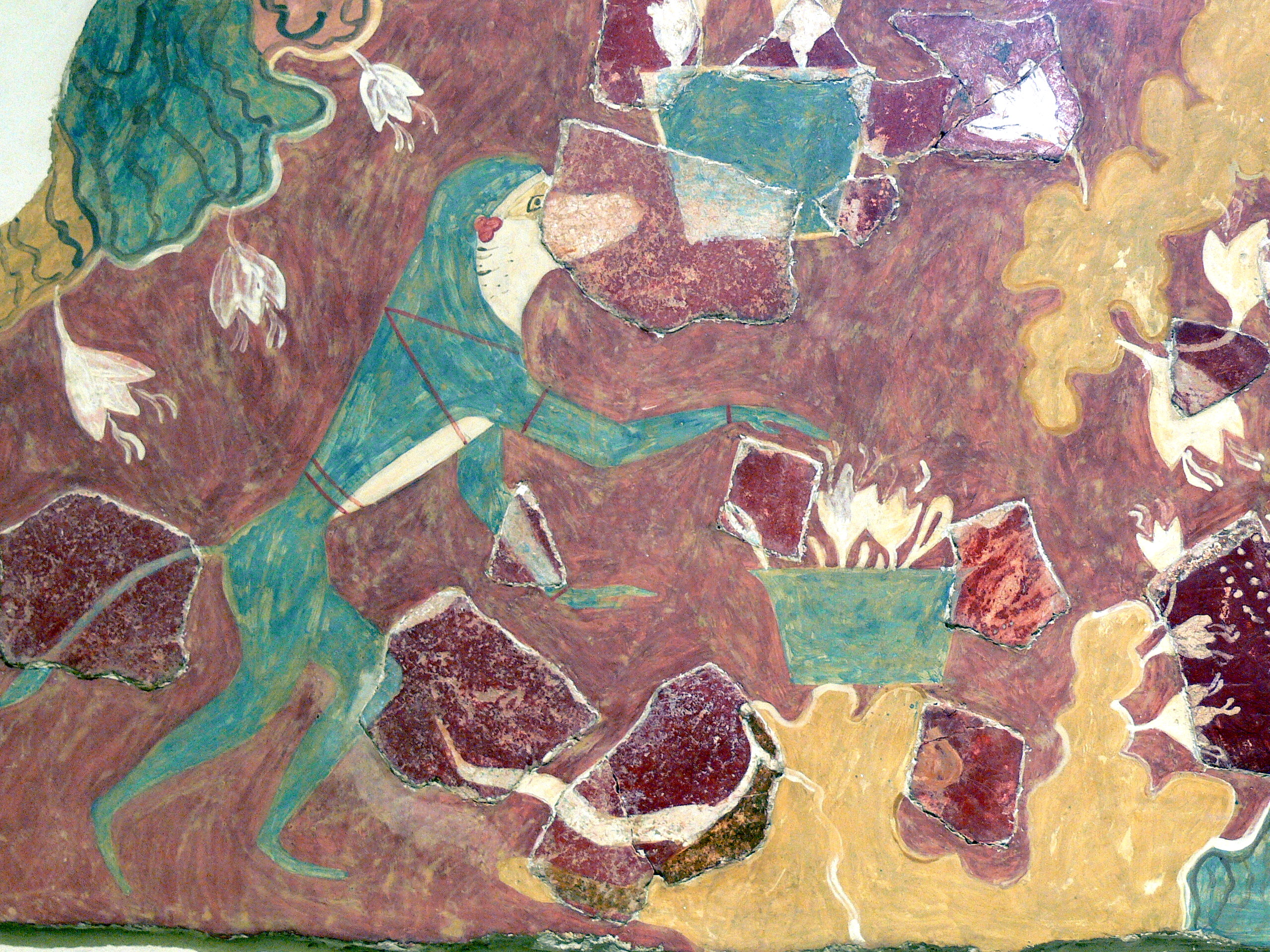
«Мавпа з квітами-крокусами», Археологічний музей, Гераклейон.
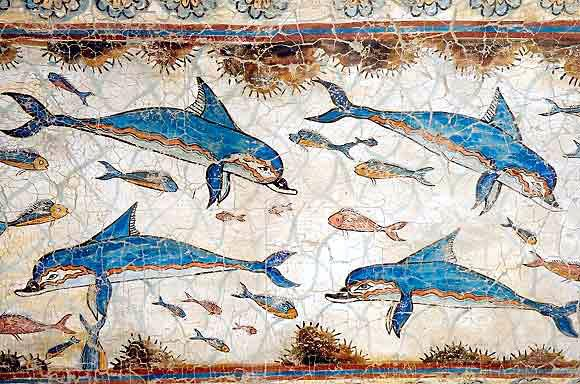
«Дельфіни і риби» (фрагмент), Акротирі, Кнос, 1700-1450 до н. е.
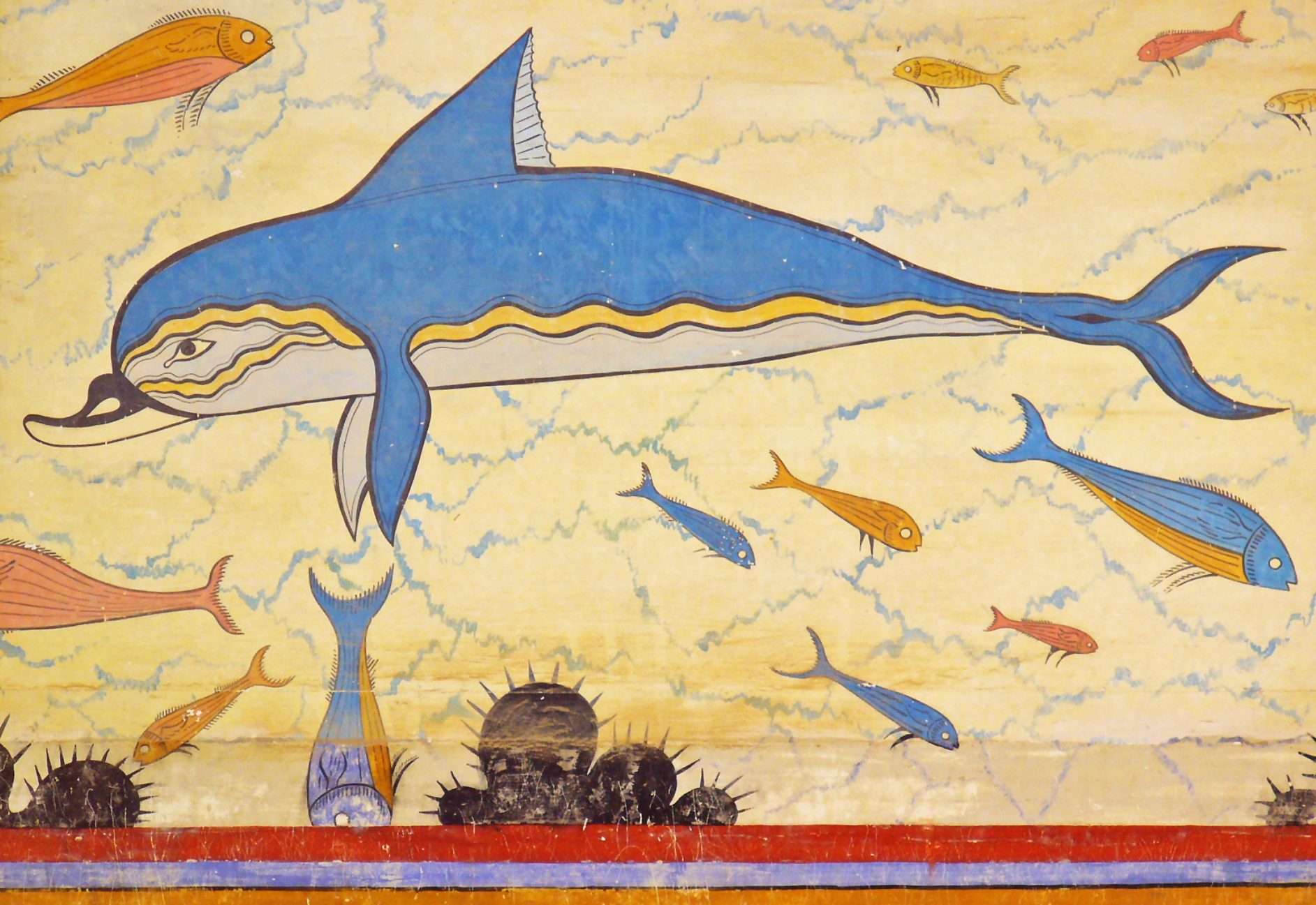
Фрагмет фрески з Кносса із зображенням дельфіна. Археологічний музей Іракліону
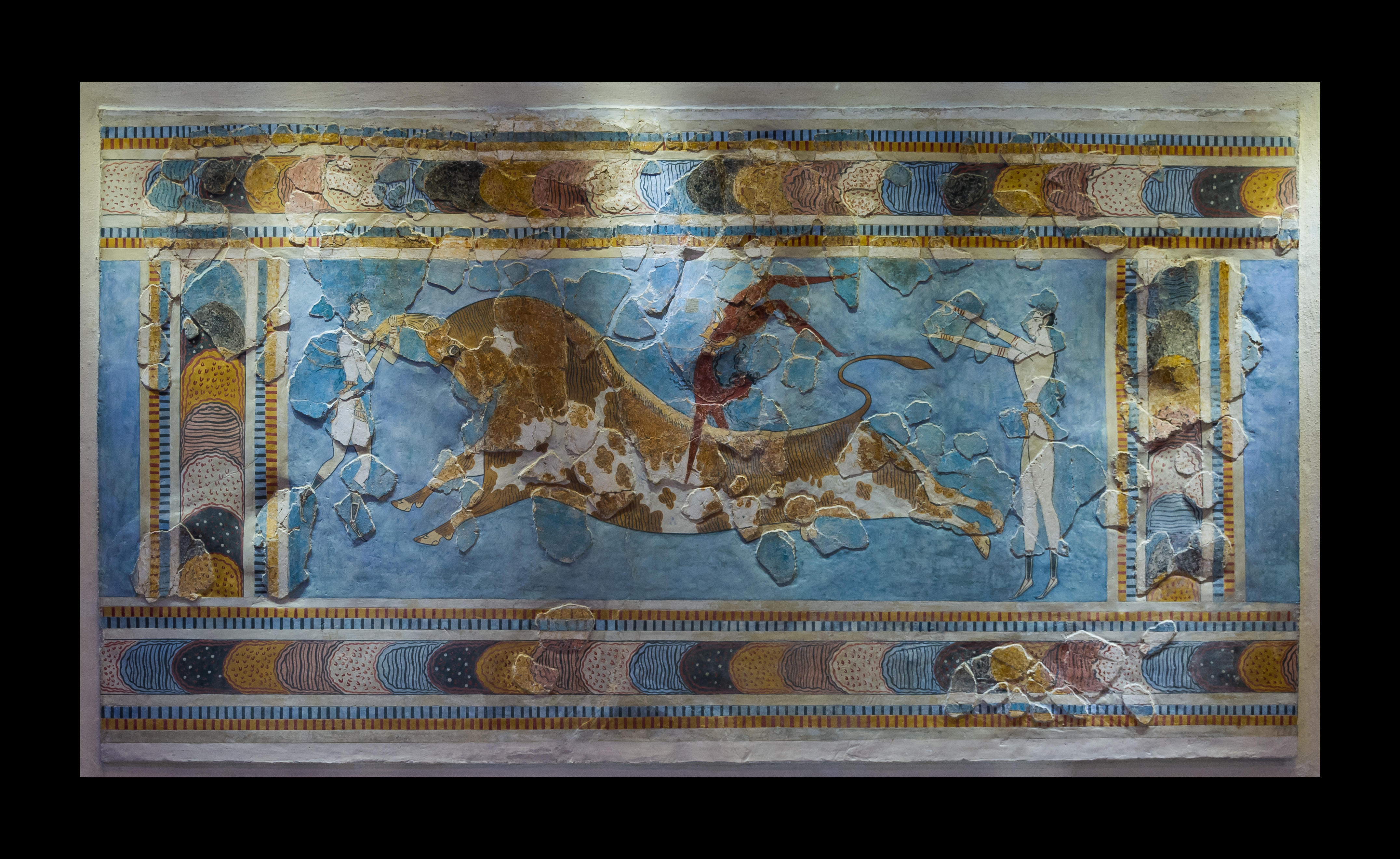
«Ігри з биками» (Таврокатапсія) — одна з найвизначніших фресок, що прикрасила Кносський палац. Заслуговує уваги участь в цих змаганнях жінок. Археологічний музей Іракліону
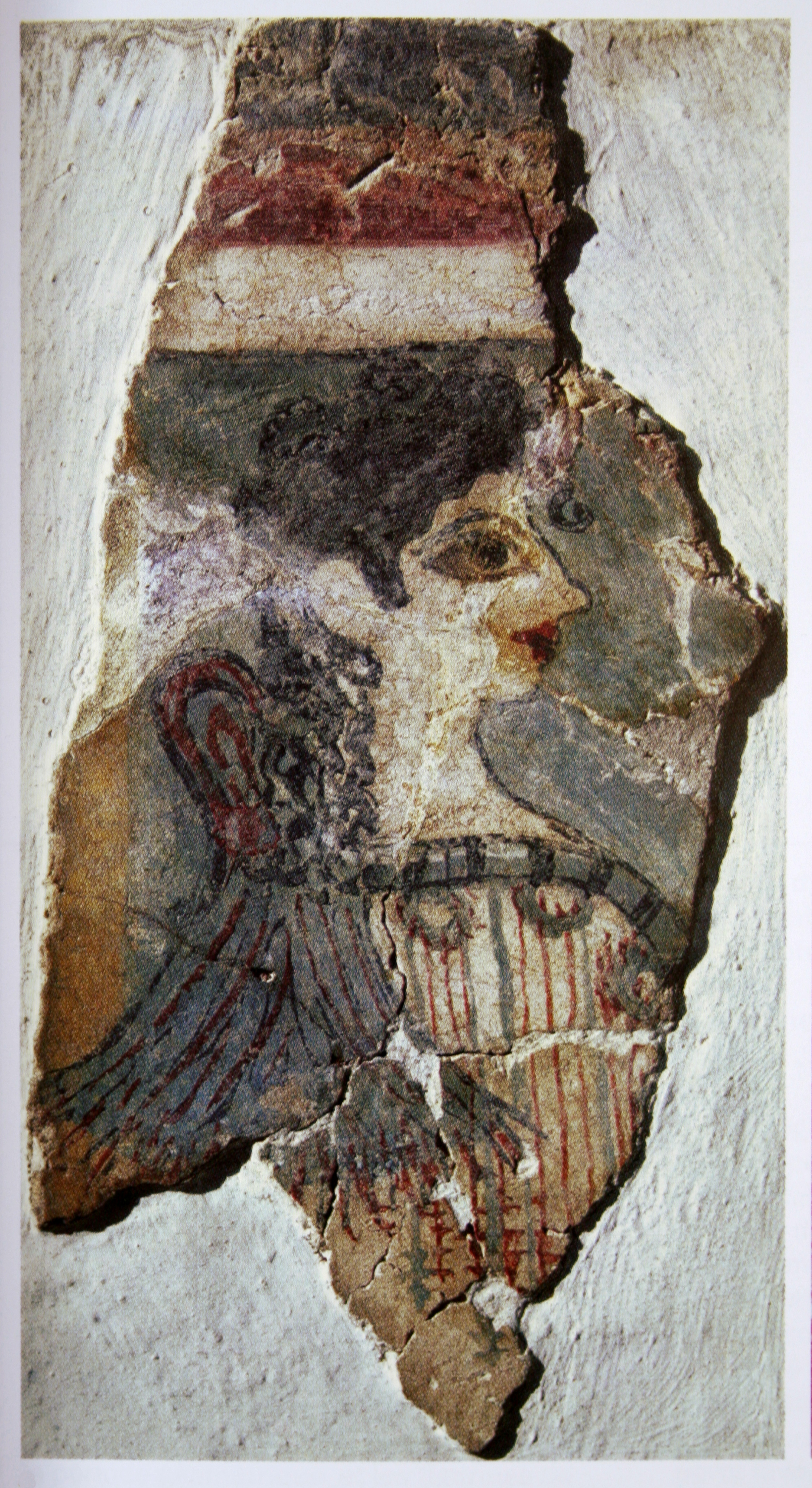
«Парижанка», Археологічний музей Іракліону
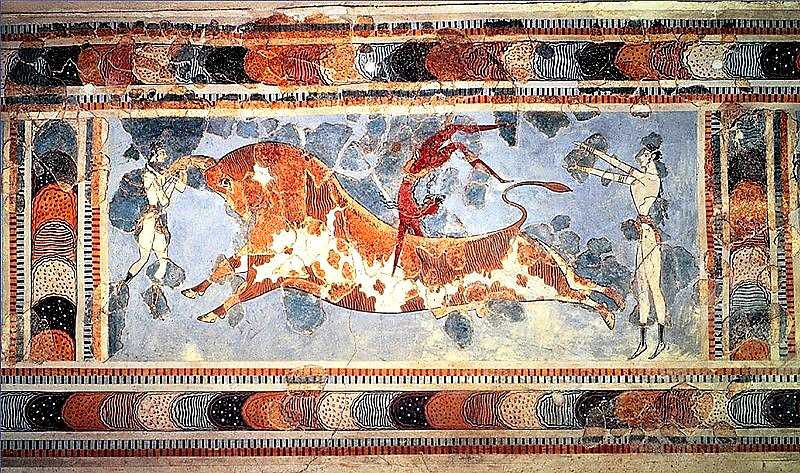
Фреска «Акробати грають з биком» або «Таврокатапсія», Археологічний музей Іракліону
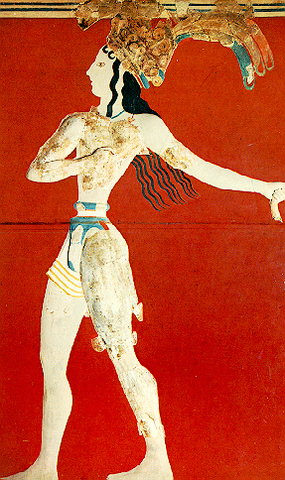
«Принц з ліліями», Археологічний музей Іракліону
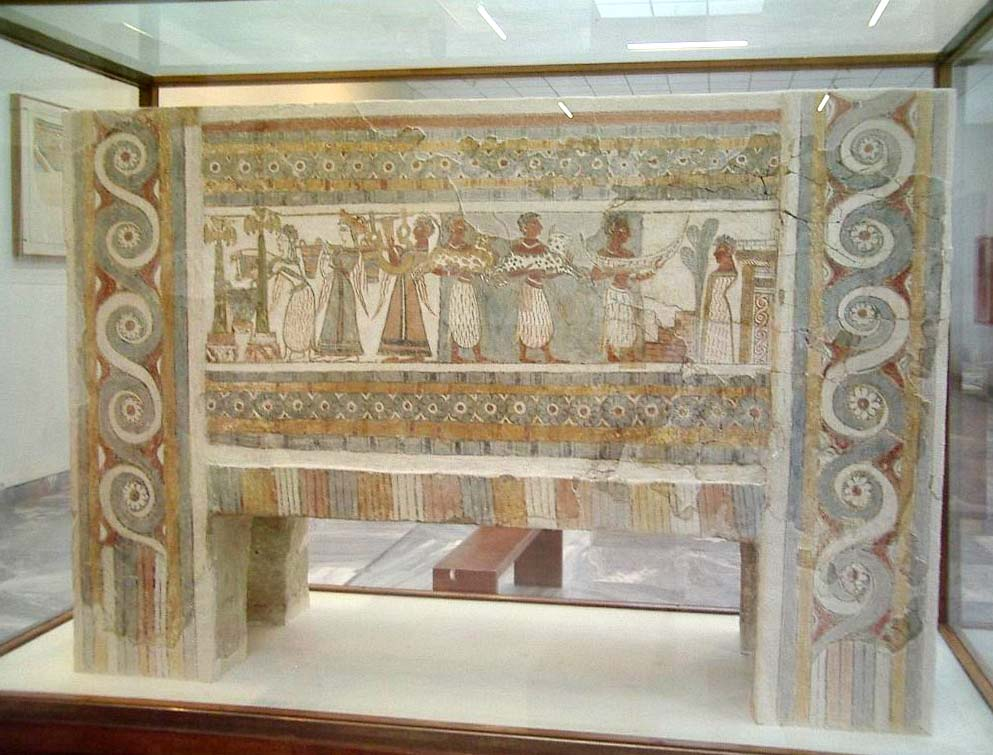
Саркофаг, знайдений в Агіа-Тріада, близько 1420 р. до н. е. Археологічний музей Іракліону
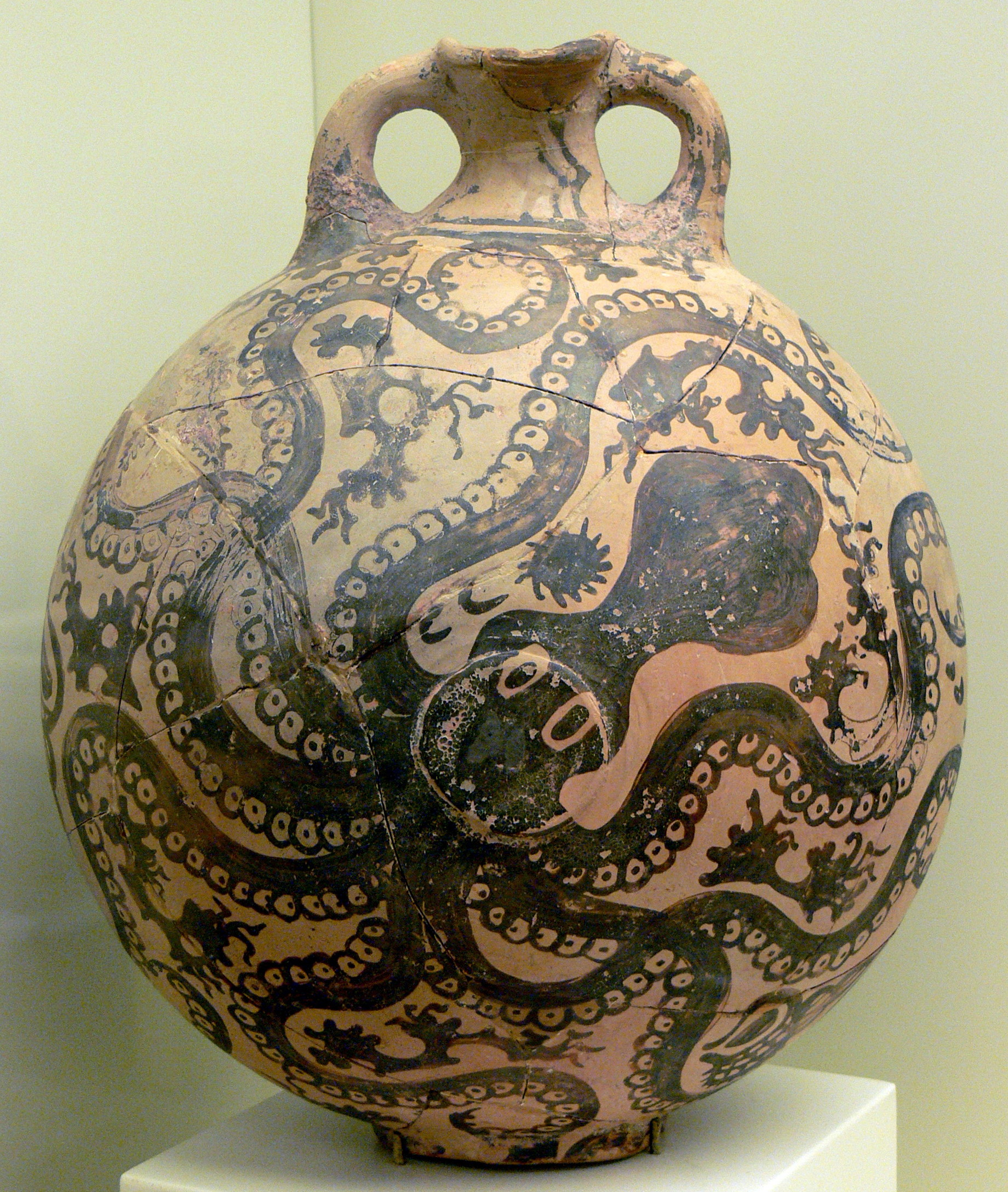
Ваза з восьминогом, теракота, Археологічний музей Іракліону. Розпис 1520—1500 рр. до н. е.
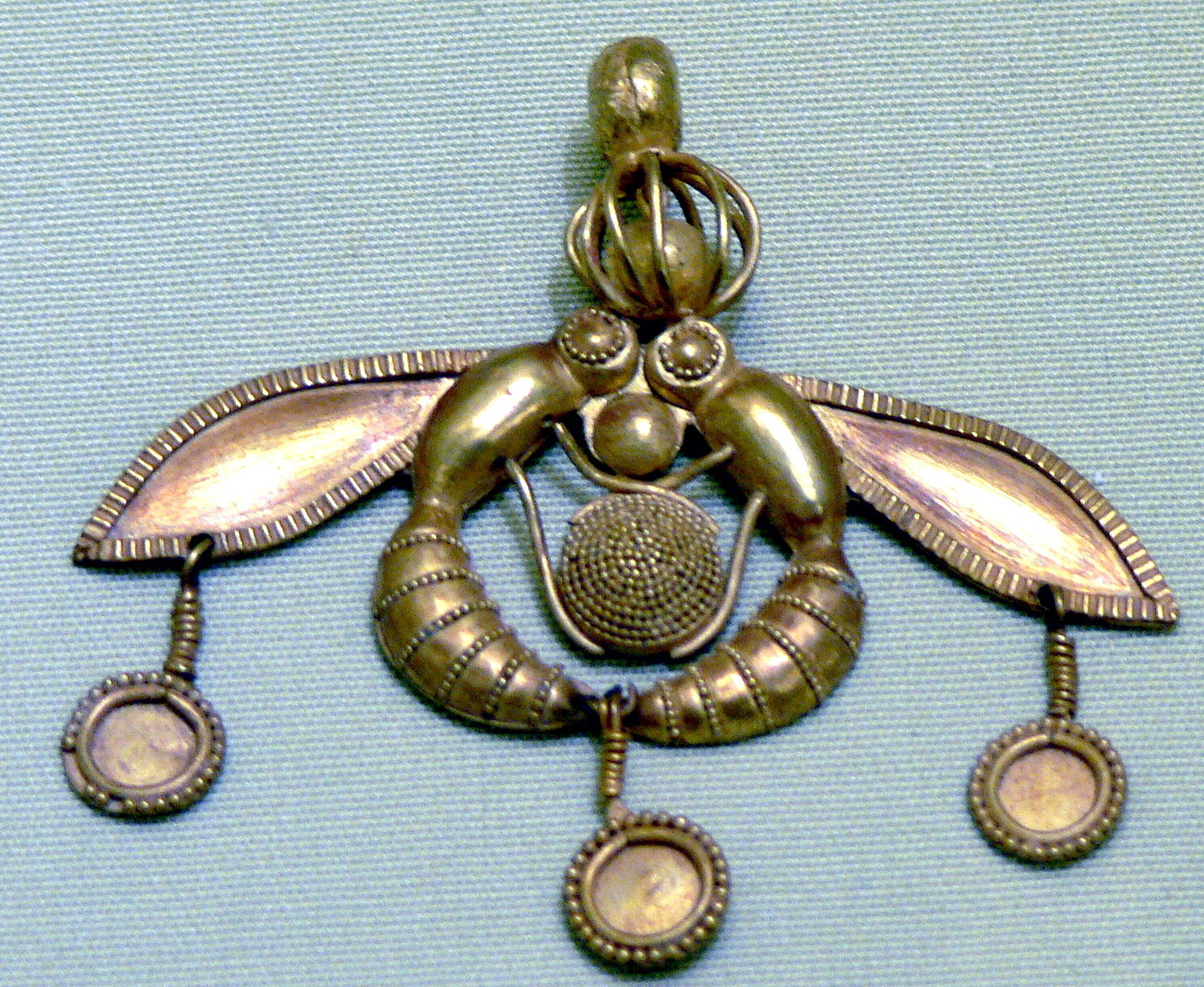
Підвіска із зображенням богині-бджоли. З поховання біля Малії. Крит. Золото. Близько 2000 до н. е.
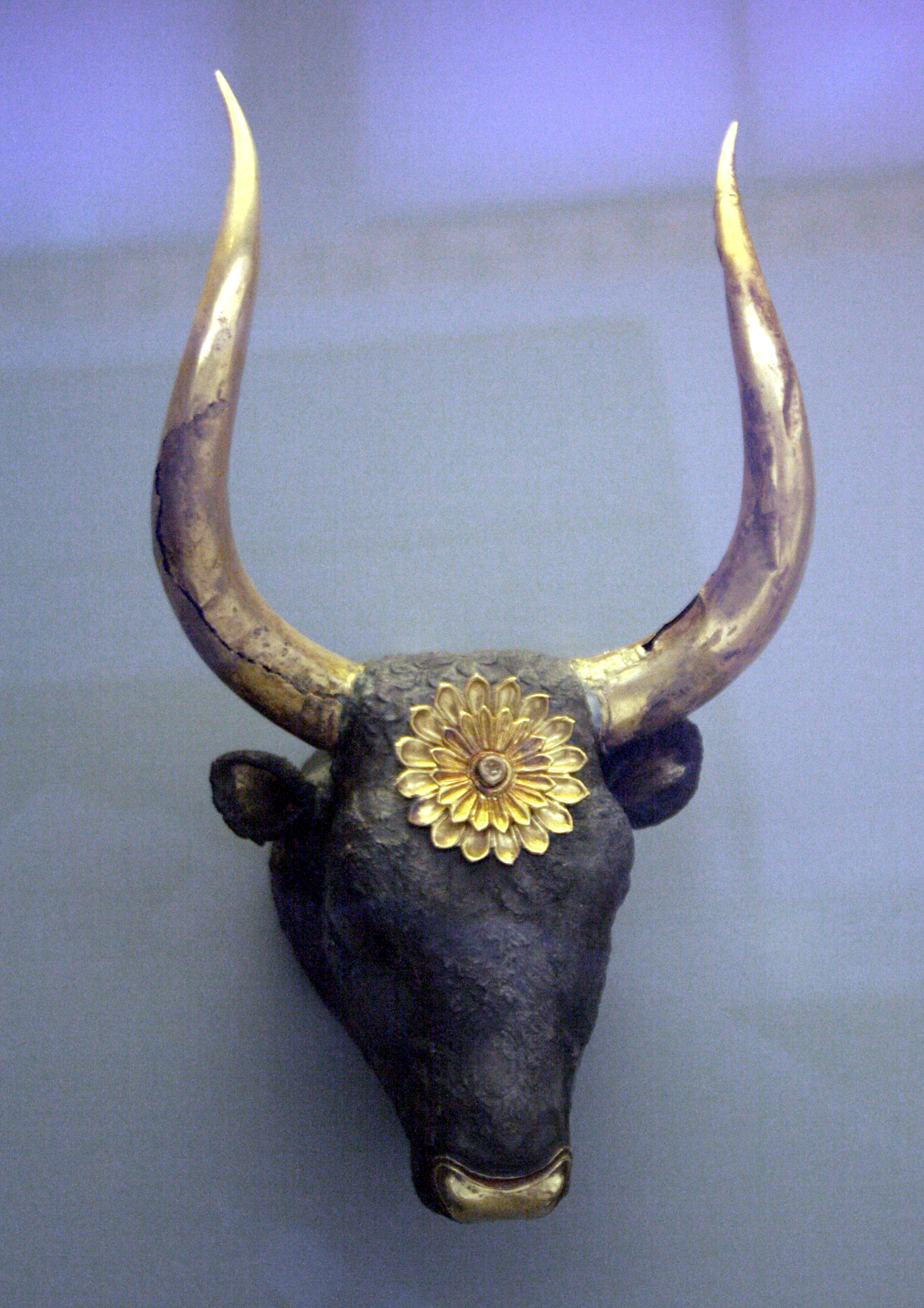
Срібний ритон з Крита - голова священного чорного бика, Національний археологічний музей Афін
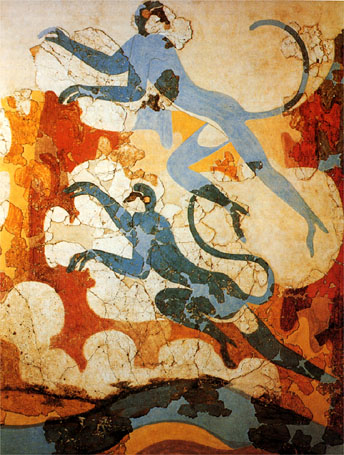
«Блакитні мавпи». Фреска з Санторіні

### Мікенська культура
1700—1200 до н. е. — період високого розквіту мистецтва Ахейської Греції. Міста-фортеці (Мікени, Тиринф) будувалися на пагорбах, з потужними стінами циклопічної кладки (з кам'яних брил вагою до 12 тонн) і плануванням в двох рівнях — нижнє місто, або агора, (місце притулку населення околиць) і акрополь із палацом правителя. В архітектурі житла (палаци й будинки, як і на Криті, будувалися на кам'яних цоколях із самана з дерев'яними зв'язками) складається тип прямокутного з портиком будинку — мегарона, прообраз давньогрецького «храму в антах».
Краще інших розкопаний палац у Пілосі. Виділяються круглі в плані купольні гробниці-толоси з помилковим зводом і дромосом («гробниця Атрея» біля Мікен, 1400—1200 рр. до н. е.). Образотворче і декоративно-прикладне мистецтво ахейської Греції зазнало впливу від сильного мистецтва, особливо в 1700—1500 рр. до н. е. (вироби із золота й срібла з «шахтових гробниць» у Мікенах). Місцевий стиль характеризується узагальненістю й лаконічністю форм (рельєфи на надгробних стелах «шахтових гробниць», поховальні маски, деякі посудини («кубок Нестора») із поховань). Мистецтво 1500—1200 рр. до н. е., як і Критське мистецтво, велику увагу приділяло людині й природі (фрески палаців у Фівах, Тиринфі, Мікенах, Пілосі; вазопис, скульптура), але тяжіло до стійких симетричних форм і узагальнення (геральдична композиція з фігурами 2 левів рельєфу Левових воріт у Мікенах).

Мікенська жінка
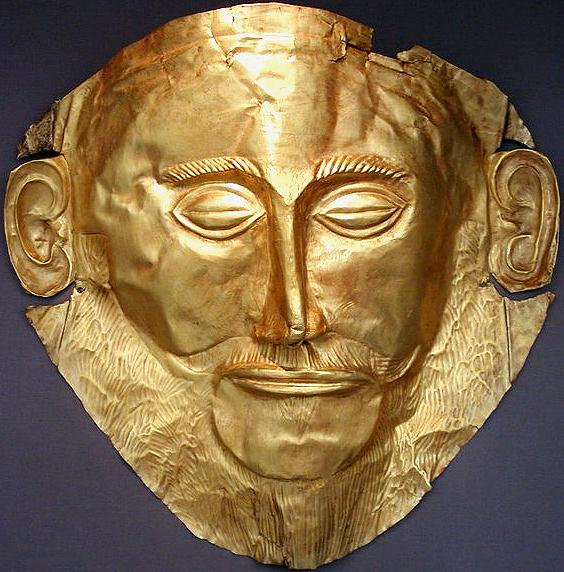
«Маска Агамемнона». Із гробниці V могильного кола «А» у Мікенах. Золото. Близько 1500 до н. е. Національний археологічний музей Афін
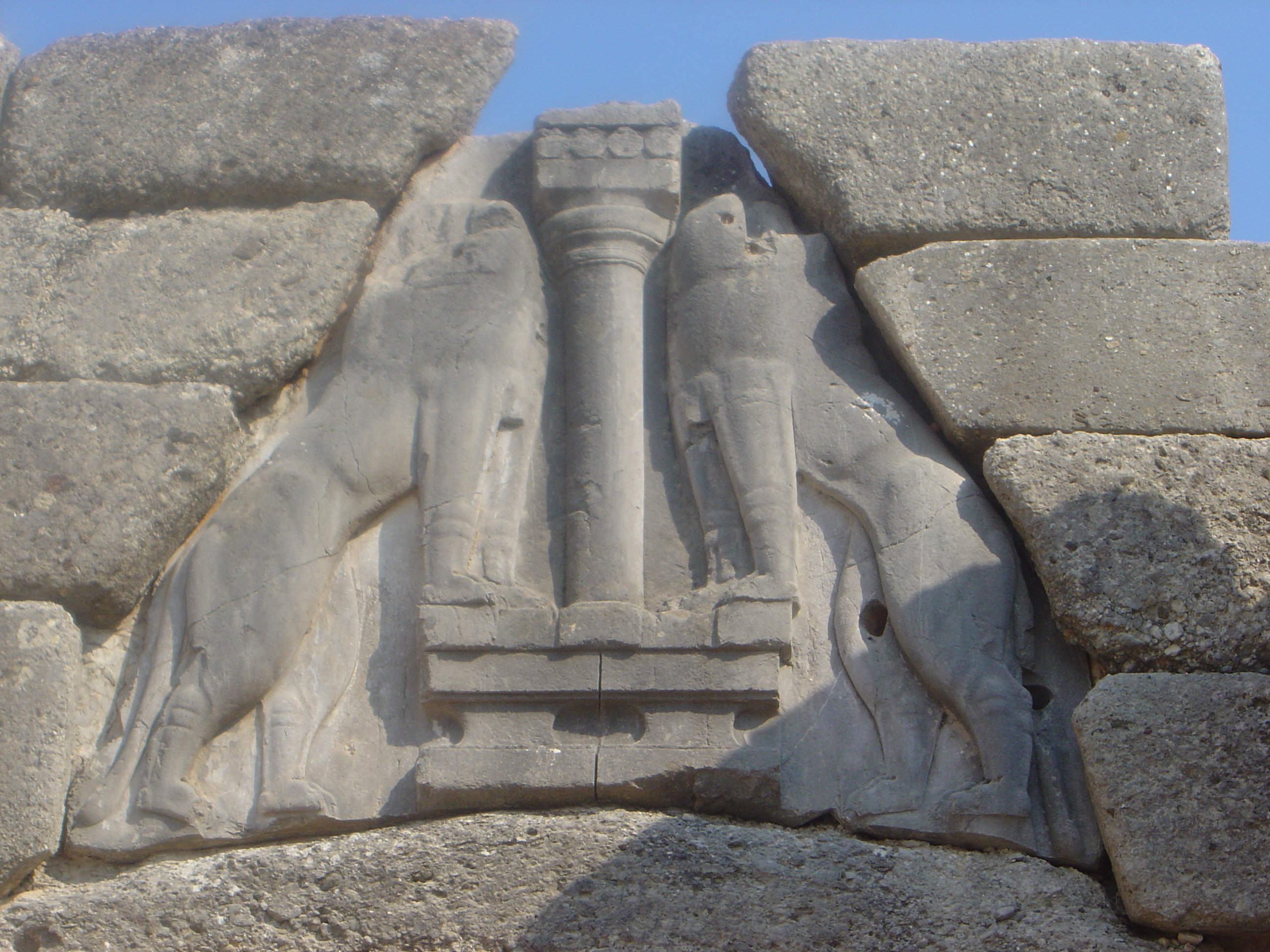
Левові ворота у Мікенах. Рельєф із вапняка. 1300—1200 рр. до н. е.
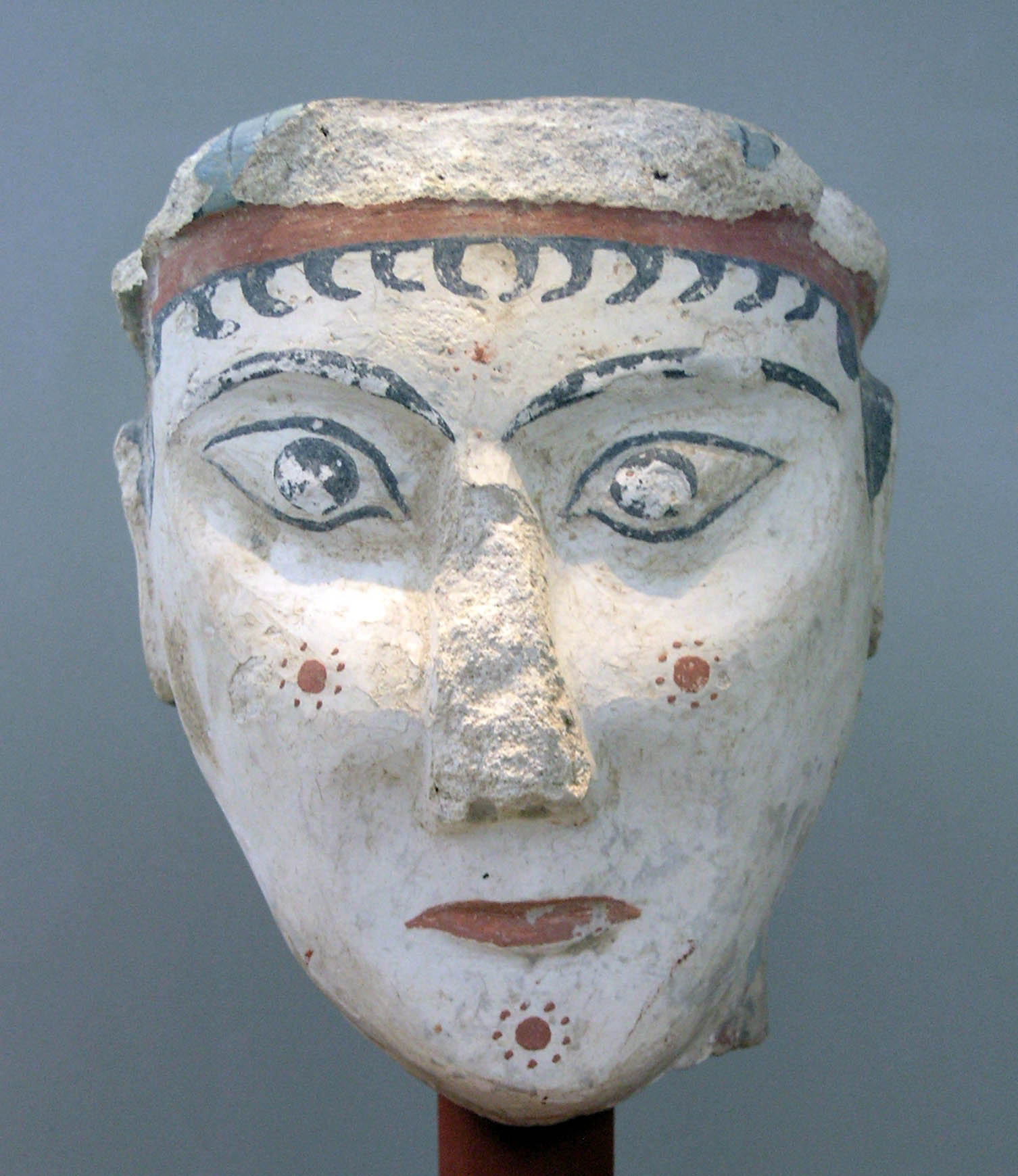
Маска з Мікен. Писане стукко. 1400—1200 рр. до н. е. Національний археологічний музей Афін
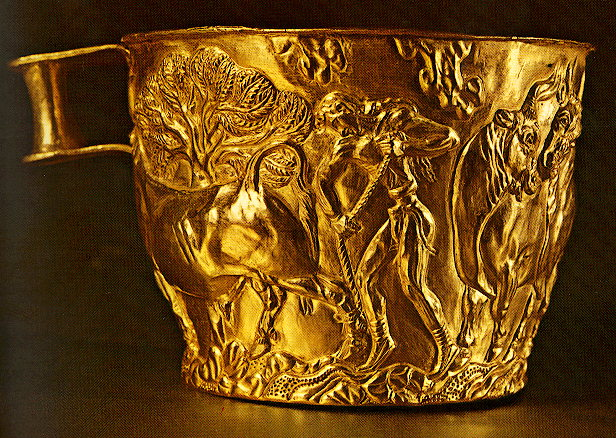
Золота мікенська чаша, толос у Вафіо, Лаконія, бл. 1500 р. до н. е. Національний археологічний музей Афін
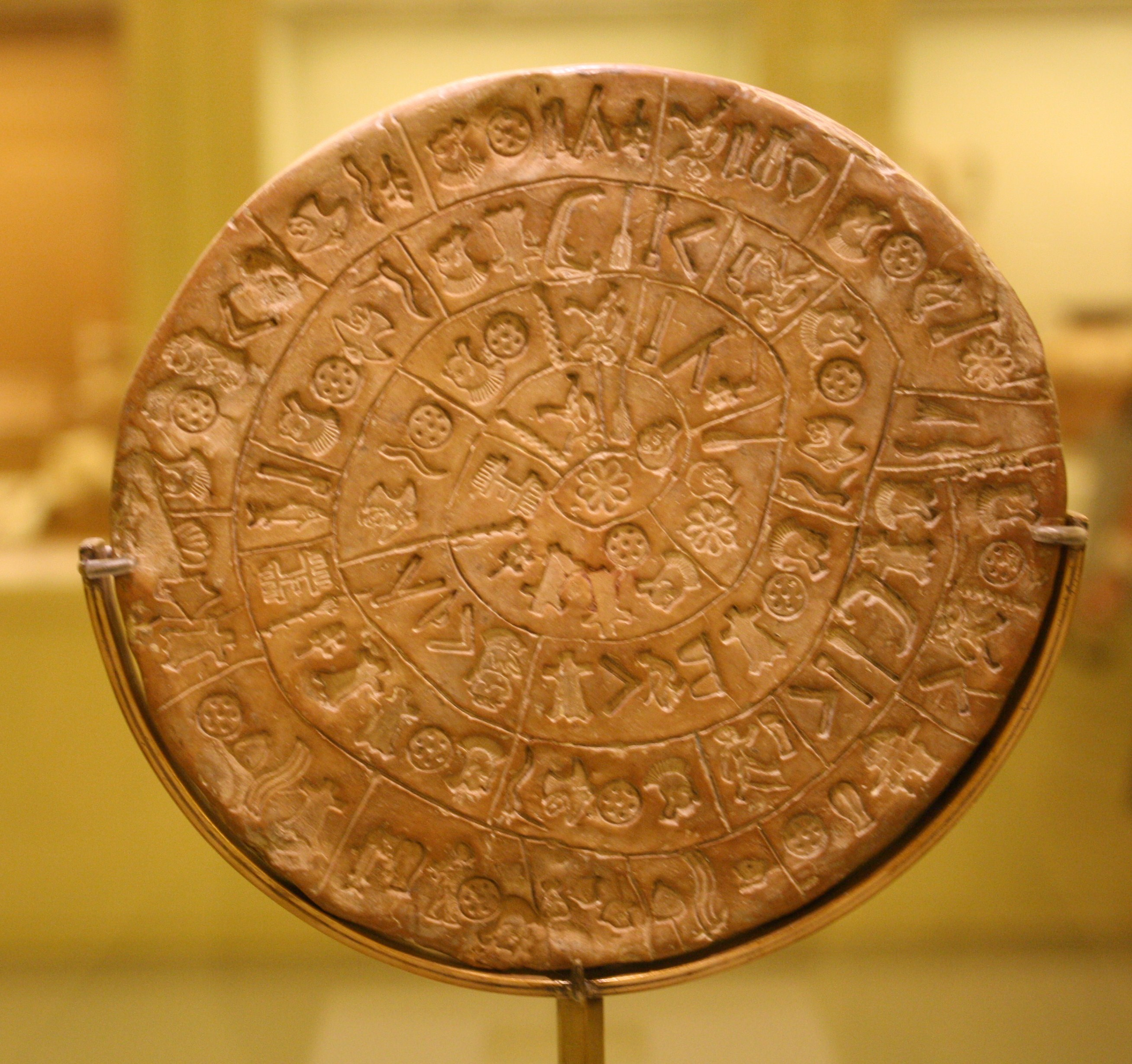
Фестський диск, Археологічний музей Іракліону
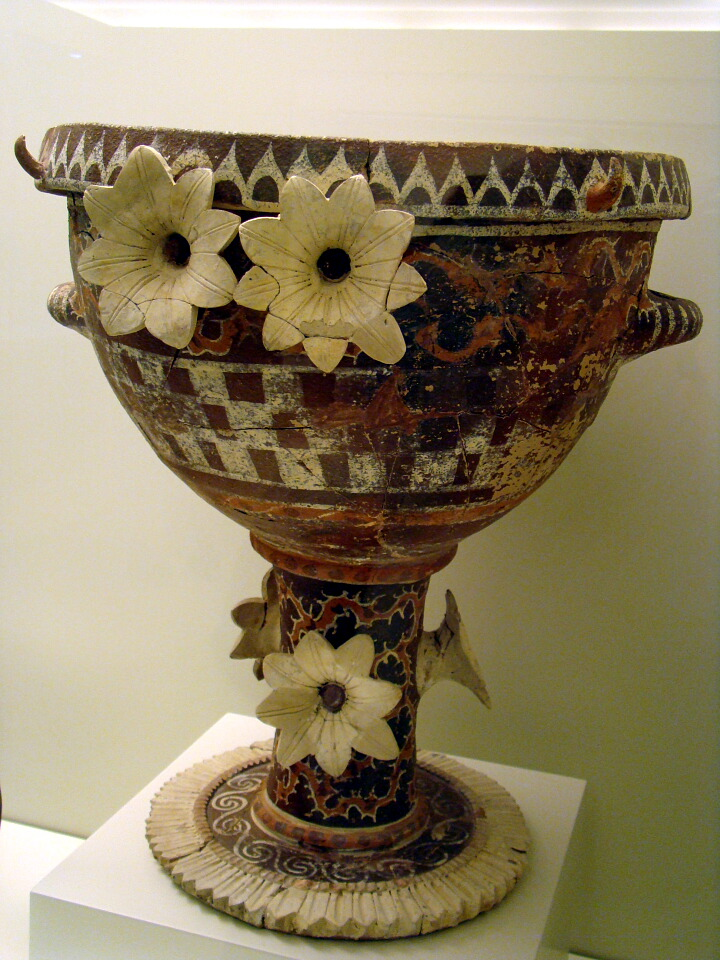
Кратер з розписом і скульптурним декором з палацу у Фесті, Археологічний музей Іракліону
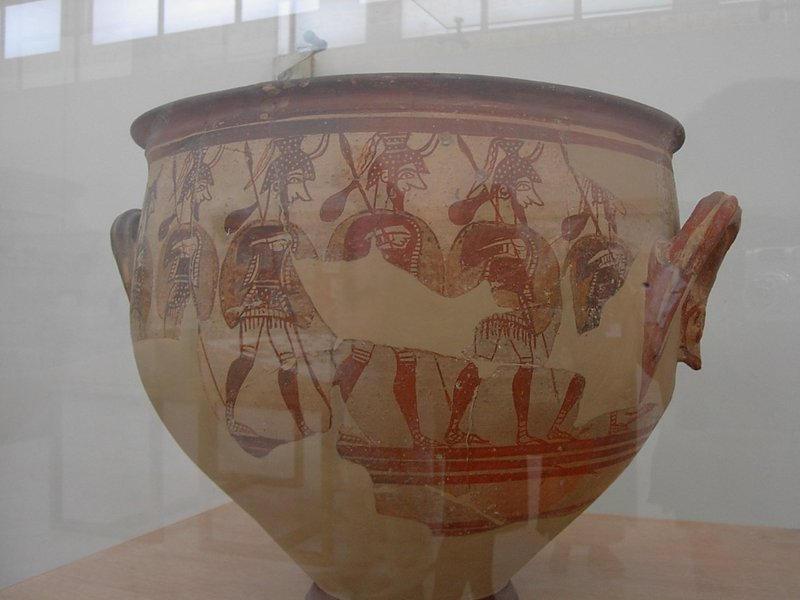
Кратер із «Будинку воїнів» у Мікенах. Теракота, бл. 1200 до н. е. Національний археологічний музей Афін
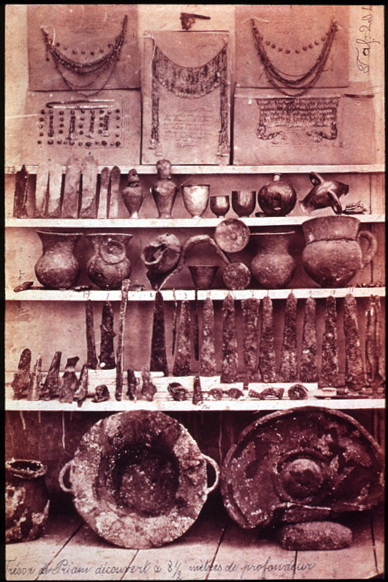
Так званий, Скарб Пріама з Трої, відкритий Генріхом Шліманом